# Lariang-Koboldmaki
Der Lariang-Koboldmaki (Tarsius lariang) ist eine Primatenart aus der Gruppe der Koboldmakis. Er wurde im Jahr 2006 beschrieben.

## Merkmale
Lariang-Koboldmakis sind wie alle Koboldmakis relativ kleine Primaten, sie erreichen ein Gewicht von 70 bis 110 Gramm. Ihr Fell ist in einem dunklen Graubraun gefärbt, der Schwanz, der länger als der Rumpf ist, ist dunkel und endet in einer dicken schwarzen Spitze. Der Kopf ist wie bei allen Koboldmakis durch die großen Augen charakterisiert, auch die Ohren sind relativ groß. Von anderen, nahe verwandten Arten unterscheiden sie sich durch schwarze Streifen entlang der Nase und schwarze Ringe um die Augen. Wie bei allen Koboldmakis sind die Hinterbeine und die Fußwurzeln als Anpassung an die springende Lebensweise verlängert.

## Verbreitung und Lebensweise

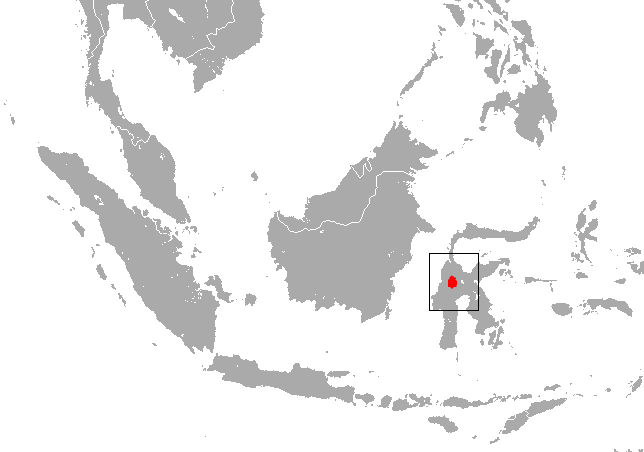
Verbreitungsgebiet (rot)

Lariang-Koboldmakis sind im westlichen Teil der indonesischen Insel Sulawesi beheimatet, dort kommen sie unter anderem im Bereich des Flusses Lariang vor, von dem sich auch ihr Name ableitet. Die genauen Grenzen ihres Verbreitungsgebietes sind nicht bekannt. Ihr Lebensraum sind Wälder.
Über die Lebensweise dieser neu entdeckten Art ist noch wenig bekannt, vermutlich stimmt sie mit der der übrigen Koboldmakis aus Sulawesi überein. Demzufolge sind sie nachtaktive Baumbewohner, die sich senkrecht kletternd und springend fortbewegen. Dabei halten sie sich in den unteren Baumregionen auf und kommen selten über 2 Meter Höhe. Sie dürften in kleinen Gruppen leben, die sich aus einem Männchen, einem oder mehreren Weibchen und dem gemeinsamen Nachwuchs zusammensetzen. Sie tragen paarweise Duettgesänge vor, mit denen vermutlich Artgenossen auf das eigene Revier aufmerksam gemacht werden.
Wie alle Koboldmakis sind sie reine Fleischfresser. Sie ernähren sich vermutlich von Insekten und kleinen Wirbeltieren.

## Gefährdung
Auch aufgrund der Unsicherheiten über das Verbreitungsgebiet lassen sich zum Gefährdungsgrad keine genauen Angaben machen. Vermutlich stellen die Zerstörung des Lebensraums und eventuell auch die Jagd auf Heimtiere Bedrohungen dar. Die IUCN listet die Art derzeit unter „zu wenig Daten vorhanden“ (data deficient).